# Leonessa
Leonessa – miejscowość i gmina we Włoszech, w regionie Lacjum, w prowincji Rieti.
Według danych na rok 2004 gminę zamieszkiwało 2730 osób, 13,3 os./km².